# Harlesthorpe
Harlesthorpe – wieś w Anglii, w hrabstwie Derbyshire, w dystrykcie Bolsover. Leży 43 km na północ od miasta Derby i 211 km na północ od Londynu.